# Daniela Nane
Daniela Nane (* 29. November 1971 in Iași) ist eine rumänische Schauspielerin und Model.

## Leben und Leistungen
Nane wuchs als Einzelkind auf. Sie studierte an einer Schauspielschule in Bukarest. Nane gewann im Jahr 1991 den Titel Miss Rumänien und nahm am Wettbewerb Miss Universe teil. Nach dem Studium trat sie im Theater Bulandra auf und erhielt zwei Auszeichnungen.
Nane erhielt ihre erste Filmrolle im US-amerikanischen Science-Fiction-Actionfilm Invisible: The Chronicles of Benjamin Knight aus dem Jahr 1994. Im Science-Fiction-Actionthriller Epicenter (2000) spielte sie eine Auftragsmörderin, die den Industriespion Nick Constantine (Gary Daniels) und die FBI-Agentin Amanda Foster (Traci Lords) zu töten versucht. Im Filmdrama Der Fremde (2004) spielte sie an der Seite von Dennis Hopper, Gina Gershon und Dominique Swain eine der größeren Rollen. Im Horrorfilm BloodRayne (2005) spielte sie die Mutter von Rayne, die von Kristanna Loken verkörpert wurde. In den Jahren 2006 bis 2007 übernahm sie eine der Hauptrollen in der rumänischen Fernsehserie La Urgenta.
Nane war in den Jahren 1998 bis 2002 verheiratet und hat ein Kind.

## Filmografie (Auswahl)
- 1994: Invisible: The Chronicles of Benjamin Knight
- 1996: Eu Adam
- 1998: Dublu extaz
- 2000: Epicenter
- 2002: Valsul lebedelor
- 2003: Wes Craven präsentiert Dracula II – The Ascension (Dracula II: Ascension)
- 2004: Der Fremde (Out of Season)
- 2005: BloodRayne
- 2006–2007: La Urgenta